# 1203
Năm 1203 là một năm trong lịch Julius.